# Карбонате
Карбонате (итал. Carbonate) је насеље у Италији у округу Комо, региону Ломбардија.
Према процени из 2011. у насељу је живело 2822 становника. Насеље се налази на надморској висини од 269 м.

## Становништво
| 1936. | 1951. | 1961. | 1971. | 1981. | 1991. | 2001. | 2011. |
| ----- | ----- | ----- | ----- | ----- | ----- | ----- | ----- |
| 951   | 1.210 | 1.344 | 1.662 | 2.151 | 2.305 | 2.575 | 2.905 |